# 拉里奥哈省
拉里奥哈省（La Rioja）为南美国家阿根廷二十三省之一省，位于阿根廷西部，面积89,680 平方千米，占阿根廷总面积的3.22%，人口33,3642（2010）。该省首府为拉里奥哈（La Rioja）。西部毗邻智利，西南、南分别与圣胡安省和圣路易斯省接界，北部和东部与卡塔马卡省和科尔多瓦省相连。西北部为安第斯山区，多6，00米以上的雪峰，东南部为平原。大陆性干旱气候，年降水量不足200毫米；谷地气候炎热。河流多为短小的内流河。由于缺水，仅谷地有小规模的灌溉农业，产小麦、玉米、葡萄、橄榄、柑橘、烟草和苜蓿。山区放牧牛、羊。矿业占有重要地位，有金、银、铜、镍、锡、煤、盐等矿产，以海拔5，000米的法马蒂纳铜矿最为著名。工业有纺织、榨油、石粉、酿酒等。有铁路、公路通图库曼和科尔多瓦。旅游业也有很大发展。近年来以塔拉姆佩雅国家公园为主要景点。
在来自欧洲的移民潮中，在数量上以及和相对其他省份而言，拉里奥哈省仅接收了少量移民。